# Rhyncophoromyia calvipalpis
Rhyncophoromyia calvipalpis är en tvåvingeart som först beskrevs av Borgmeier 1967.  Rhyncophoromyia calvipalpis ingår i släktet Rhyncophoromyia och familjen puckelflugor. Inga underarter finns listade i Catalogue of Life.